# Masies dels Boscos
Les Masies del Bosc de Valls són un conjunt de masies de Valls (Alt Camp), catalogats com a Bé Cultural d'Interès Local.

## Descripció
És un conjunt de masies situades a la urbanització anomenada Bosc de Valls, que presenta mostres d'arquitectura residencial d'estiueig. Aglutina diferents estils: des de neoclassicisme, historicisme i noucentisme, així com altres construccions d'un estil més popular.
Les masies que formen part del conjunt són:
- Bosc de Moragas
- Can Peixets
- Bosc d'en Batalla
- Bosc Cameta
- Bosc Català
- Masia Dalmau
- Bosc Can Pallarès
- Mas d'en Fidel Dasca
- Can Ferrer Bigorra
- Bosc Nou
- Masia Vives
- Can Pla

## Context
El Bosc de Valls és una àrea rural situada al nord-oest de Valls, abans d'arribar a la serra de Guixeres a uns cinc-cents metres de l'inici de la carretera de Valls cap a Montblanc, en direcció al Coll de Lilla. La partida municipal Bosc de Valls engloba tota l'àrea topogràfica emmarcada pel camí del mateix nom. Té una superfície aproximada de mil hectàrees. Tot és una circumval·lació, amb alguns ramals per anar accedint a cadascuna de les propietats. L'origen sembla que procedeix d'un propietari que s'anomenava Bosch i que la posseïa pels volts de mitjan segle xix. Llavors era una zona dominada per l'alzina i així, se l'anomenava la serra de l'Alzinare. Ha estat tradicionalment lloc d'estada estiuenca des de finals del segle xix.
El Bosc de Valls respon a una tipologia urbana d'urbanització dispersa, amb una dinàmica urbanística de zona residencial, bàsicament d'estiueig, amb habitatges aïllats, en general de planta baixa, pis i golfes, amb galeries d'arcs, que es conserven en molt bon estat.
Es tenen notícies que la partida del Bosc, fins a començament del segle xx, no tenia més construccions que els masos de les famílies Moragas i Ortega. També hi havia l'ermita de Sant Llorenç. Al segle xvi, els frares caputxins, a prop de l'Ermita, fundaren el monestir de Sant Jeroni, del qual només en resten runes, ja que, al cap de pocs anys, els caputxins s'establiren en un convent a Valls, en rebre l'encàrrec del poble perquè vetllessin pel culte de la sagrada imatge de la Nostra Senyora del Lledó i del santuari. En aquesta època, al Bosc es cultiven avellaners, garrofers i vinya.
La majoria de les edificacions van ser construïdes una vegada va finalitzar la Primera Guerra Carlina, als volts de 1840. Des d'aquesta data fins a l'any 1869, Valls va viure uns anys de prosperitat industrial, agrícola i mercantil. El Bosc es va escollir perquè el clima era sec i fresc; l'atmosfera, diàfana; la vista, magnífica; les aigües, d'excel·lent qualitat, i l'altura molt apropiada.
Les bones qualitats del Bosc van permetre que al darrer quart del segle xix hi passessin temporades, durant l'estiu, persones com l'arquebisbe de Tarragona Tomàs Costa i Fornaguera, el polític i orador Emilio Castelar, l'ambaixador xinès Chai-Jo-Pe, el pintor Federico Madrazo, el general Salamanca, el periodista José Gutiérrez Abascal –conegut amb el renom de Kasabal–, els diputats Pedro Antonio Torres, i Ponts i Muntells, l'astrònom Comas i Solà, entre molts d'altres.